# トップテン・マネーメイキングスター
トップテン・マネーメイキングスター は映画スターの信頼性を測定する投票として始まった。この種類の調査は映画史の草創期から始まった。当初は、1911年12月17日にニューヨーク・モーニング・テレグラフで発表された調査のように、最初は映画雑誌で行われた人気投票やコンテストであり、読者がお気に入りのスターに投票するものであった。
調査の基準はQuigley Publishing Companyによって設定された。1915年から 2013年にかけて毎年Quigley Publishing Companyが映画の興行主に送ったアンケートから、「ドル箱（マネーメイキング）スター・トップテン 」として知られるようになった調査を発表し続けた。 
このリストは、映画館の興行者に前年のトップ10の収益を上げるスターだったと思う名前を挙げてもらうように求められた、映画館の興行者の調査に基づいていた。Quigley の『Motion Picture Herald』と『The Motion Picture Almanac』に毎年登場するトップ10の投票は、観客を劇場に連れてくるスターを映画の興行者は経済的基準に基づいて投票している、映画スターの興行収入の最も信頼できるバロメーターの1つとして長い間見なされてきた。
1915年から1924年の期間、リストは 200,000の興行者調査から編集され、Exhibitors Herald誌の週刊誌520部の「What the Picture Did for Me」部門に掲載された。

## 各年の投票結果
- 1912
- 1916
- 1921
- 1926
- 1931
- 1936
- 1941
- 1946
- 1951
- 1956
- 1961
- 1966
- 1971
- 1976
- 1981
- 1986
- 1991
- 1996
- 2001
- 2006
- 2011

| 順位 | 1912                            | 1913                            | 1914                        | 1915                     |
| ---- | ------------------------------- | ------------------------------- | --------------------------- | ------------------------ |
| 1    | モーリス・コステロ              | ロメイン・フィールディング      | アール・ウィリアムス        | ウィリアム・S・ハート    |
| 2    | ドロレス・キャッシネリ          | アール・ウィリアムス            | クララ・キンボール・ヤング  | メアリー・ピックフォード |
| 3    | メイ・ホテル                    | J・ウォーレン・ケリガン         | メアリー・ピックフォード    | トム・ミックス           |
| 4    | フランシス・X・ブッシュマン     | アリス・ジョイス                | J・ウォーレン・ケリガン     | ブランチ・スウィート     |
| 5    | ブロンコ・ ビリー・アンダーソン | カーライル・ブラックウェル      | メアリー・フラー            | ウィリアム・ファーナム   |
| 6    | アリス・ジョイス                | フランシス・X・ブッシュマン     | マルグリット・クレイトン    | J・ウォーレン・ケリガン  |
| 7    | オクタビアハン・ドワース        | ブロンコ・ ビリー・アンダーソン | アーサー・ジョンソン        | ドロシー・ギッシュ       |
| 8    | フローレンス・ローレンス        | ミュリエル・オストリッチ        | アリス・ジョイス            | アニタ・スチュワート     |
| 9    | アーサー・V・ジョンソン         | アーサー・ジョンソン            | カーライル・ブラックウェル  | キャスリン・ウィリアムス |
| 10   | メイ・バックリー                | メアリー・フラー                | フランシス・X・ブッシュマン | ビバリー・ベイン         |

| Place | 1916                                           | 1917                     | 1918                         | 1919                                        | 1920                         |
| ----- | ---------------------------------------------- | ------------------------ | ---------------------------- | ------------------------------------------- | ---------------------------- |
| 1     | ウィリアム・S・ハート                          | ダグラス・フェアバンクス | ダグラス・フェアバンクス     | ウォーレス・リード                          | ウォーレス・リード           |
| 2     | メアリー・ピックフォード                       | ウィリアム・S・ハート    | メアリー・ピックフォード     | ダグラス・フェアバンクス                    | マーゲリット・クラーク       |
| 3     | J・ウォーレン・ケリガン                        | アニタ・スチュワート     | ウォーレス・リード           | メアリー・ピックフォード                    | チャールズ・レイ             |
| 4     | アニタ・スチュワート                           | メアリー・ピックフォード | ウィリアム・S・ハート        | チャールズ・レイ                            | ダグラス・フェアバンクス     |
| 5     | トム・ミックス                                 | ベッシー・バリスケール   | メアリー・マイルズ・ミンター | ウィリアム・S・ハート                       | メアリー・マイルズ・ミンター |
| 6     | ウィリアム・ファーナム                         | J・ウォーレン・ケリガン  | クララ・キンボール・ヤング   | マーゲリット・クラーク                      | メアリー・ピックフォード     |
| 7     | フランシス・X・ブッシュマン & ビバリー・ベイン | ウォーレス・リード       | ドロシー・ダルトン           | ジェーン&キャサリン・リー(「リー・キッズ」) | クララ・キンボール・ヤング   |
| 8     | ダグラス・フェアバンクス                       | チャールズ・レイ         | チャールズ・レイ             | メアリー・マイルズ・ミンター                | ウィリアム・S・ハート        |
| 9     | ウォーレス・リード                             | フランク・キーナン       | マーゲリット・クラーク       | クララ・キンボール・ヤング                  | ノーマ・タルマッジ           |
| 10    | フランク・キーナン                             | ドロシー・ダルトン       | アニタ・スチュワート         | ドロシー・ダルトン                          | セダ・バラ                   |

| Place | 1921                         | 1922                     | 1923                     | 1924                     | 1925                     |
| ----- | ---------------------------- | ------------------------ | ------------------------ | ------------------------ | ------------------------ |
| 1     | メアリー・ピックフォード     | メアリー・ピックフォード | トマス・メイガン         | ノーマ・タルマッジ       | ルドルフ・ヴァレンティノ |
| 2     | ダグラス・フェアバンクス     | ダグラス・フェアバンクス | ノーマ・タルマッジ       | マリオン・デイヴィス     | ノーマ・タルマッジ       |
| 3     | ウォーレス・リード           | アニタ・スチュワート     | ダグラス・フェアバンクス | ルドルフ・ヴァレンティノ | マリオン・デイヴィス     |
| 4     | チャールズ・レイ             | トマス・メイガン         | メアリー・ピックフォード | ダグラス・フェアバンクス | メアリー・ピックフォード |
| 5     | グロリア・スワンソン         | ルドルフ・ヴァレンティノ | マリオン・デイヴィス     | トマス・メイガン         | ダグラス・フェアバンクス |
| 6     | メアリー・マイルズ・ミンター | ポーラ・ネグリ           | ロン・チェイニー         | グロリア・スワンソン     | フレッド・トムソン       |
| 7     | マリオン・デイヴィス         | メイ・マレー             | ルドルフ・ヴァレンティノ | メアリー・ピックフォード | ハロルド・ロイド         |
| 8     | ノーマ・タルマッジ           | ハロルド・ロイド         | ハロルド・ロイド         | ロン・チェイニー         | コリーン・ムーア         |
| 9     | クララ・キンボール・ヤング   | ロン・チェイニー         | グロリア・スワンソン     | ハロルド・ロイド         | グロリア・スワンソン     |
| 10    | ウィリアム・S・ハート        | ダグラス・マックリーン   | コリーン・ムーア         | ラモン・ノヴァロ         | トマス・メイガン         |

| Place | 1926                     | 1927                   | 1928                     | 1929                             | 1930                     |
| ----- | ------------------------ | ---------------------- | ------------------------ | -------------------------------- | ------------------------ |
| 1     | コリーン・ムーア         | トム・ミックス         | クララ・ボウ             | クララ・ボウ                     | ジョーン・クロフォード   |
| 2     | トム・ミックス           | コリーン・ムーア       | ロン・チェイニー         | ロン・チェイニー                 | クララ・ボウ             |
| 3     | フレット・トムソン       | クララ・ボウ           | コリーン・ムーア         | ウィリアム・ヘインズ             | ウィリアム・ヘインズ     |
| 4     | ハロルド・ロイド         | フレット・トムソン     | トム・ミックス           | フート・ギブスン                 | ジャネット・ゲイナー     |
| 5     | フート・ギブスン         | ロン・チェイニー       | ジョン・ギルバート       | コリーン・ムーア                 | コリーン・ムーア         |
| 6     | ノーマ・タルマッジ       | リチャード・ディックス | ハロルド・ロイド         | チャールズ・バディー・ロジャース | グレタ・ガルボ           |
| 7     | メアリー・ピックフォード | フート・ギブスン       | ウィリアム・ヘインズ     | リチャード・バーセルメス         | アル・ジョルソン         |
| 8     | ダグラス・フェアバンクス | ハロルド・ロイド       | リチャード・バーセルメス | ケン・メイナード                 | リチャード・バーセルメス |
| 9     | トマス・メイガン         | ジョン・ギルバート     | ビリー・ダブ             | トム・ミックス                   | リンチンチン             |
| 10    | レジナルド・デニー       | ビーブ・ダニエルズ     | ビーブ・ダニエルズ       | ナンシー・キャロル               | トム・ミックス           |

| Place | 1931                   | 1932                   | 1933                   | 1934                   | 1935                                      |
| ----- | ---------------------- | ---------------------- | ---------------------- | ---------------------- | ----------------------------------------- |
| 1     | ジャネット・ゲイナー   | マリー・ドレスラー     | マリー・ドレスラー     | ウィル・ロジャース     | シャーリー・テンプル                      |
| 2     | チャールズ・ファレル   | ジャネット・ゲイナー   | ウィル・ロジャース     | クラーク・ゲーブル     | ウィル・ロジャース                        |
| 3     | ジョーン・クロフォード | ジョーン・クロフォード | ジャネット・ゲイナー   | ジャネット・ゲイナー   | クラーク・ゲーブル                        |
| 4     | ノーマ・シアラー       | チャールズ・ファレル   | エディ・カンター       | ウォーレス・ビアリー   | フレッド・アステア&ジンジャー・ロジャース |
| 5     | マリー・ドレスラー     | グレタ・ガルボ         | ウォーレス・ビアリー   | メイ・ウエスト         | ジョーン・クロフォード                    |
| 6     | ウォーレス・ビアリー   | ノーマ・シアラー       | ジーン・ハーロウ       | ジョーン・クロフォード | クローデット・コルベール                  |
| 7     | クララ・ボウ           | ウォーレス・ビアリー   | クラーク・ゲーブル     | ビング・クロスビー     | ディック・パウエル                        |
| 8     | アル・ジョルソン       | クラーク・ゲーブル     | メイ・ウエスト         | シャーリー・テンプル   | ウォーレス・ビアリー                      |
| 9     | コリーン・ムーア       | ウィル・ロジャース     | ノーマ・シアラー       | マリー・ドレスラー     | ジョー・E・ブラウン                       |
| 10    | グレタ・ガルボ         | ジョー・E・ブラウン    | ジョーン・クロフォード | ノーマ・シアラー       | ジェームズ・キャグニー                    |

| Place | 1936                                      | 1937                                      | 1938                   | 1939                   | 1940                   |
| ----- | ----------------------------------------- | ----------------------------------------- | ---------------------- | ---------------------- | ---------------------- |
| 1     | シャーリー・テンプル                      | シャーリー・テンプル                      | シャーリー・テンプル   | ミッキー・ルーニー     | ミッキー・ルーニー     |
| 2     | クラーク・ゲーブル                        | クラーク・ゲーブル                        | クラーク・ゲーブル     | タイロン・パワー       | スペンサー・トレイシー |
| 3     | フレッド・アステア&ジンジャー・ロジャース | ロバート・テイラー                        | ソニア・ヘニー         | スペンサー・トレイシー | クラーク・ゲーブル     |
| 4     | ロバート・テイラー                        | ビング・クロスビー                        | ミッキー・ルーニー     | クラーク・ゲーブル     | ジーン・オートリー     |
| 5     | ジョー・E・ブラウン                       | ウィリアム・パウエル                      | スペンサー・トレイシー | シャーリー・テンプル   | タイロン・パワー       |
| 6     | ディック・パウエル                        | ジェーン・ウィザーズ                      | ロバート・テイラー     | ベティ・デイヴィス     | ジェームズ・キャグニー |
| 7     | ジョーン・クロフォード                    | フレッド・アステア&ジンジャー・ロジャース | マーナ・ロイ           | アリス・フェイ         | ビング・クロスビー     |
| 8     | クローデット・コルベール                  | ソニア・ヘニー                            | ジェーン・ウィザーズ   | エロール・フリン       | ウォーレス・ビアリー   |
| 9     | ジャネット・マクドナルド                  | ゲーリー・クーパー                        | アリス・フェイ         | ジェームズ・キャグニー | ベティ・デイヴィス     |
| 10    | ゲーリー・クーパー                        | マーナ・ロイ                              | タイロン・パワー       | ソニア・ヘニー         | ジュディ・ガーランド   |

| Place | 1941                   | 1942                   | 1943                   | 1944                   | 1945                       |
| ----- | ---------------------- | ---------------------- | ---------------------- | ---------------------- | -------------------------- |
| 1     | ミッキー・ルーニー     | アボットとコステロ     | ベティ・グレイブル     | ビング・クロスビー     | ビング・クロスビー         |
| 2     | クラーク・ゲーブル     | クラーク・ゲーブル     | ボブ・ホープ           | ゲーリー・クーパー     | ヴァン・ジョンソン         |
| 3     | アボットとコステロ     | ゲーリー・クーパー     | アボットとコステロ     | ボブ・ホープ           | グリア・ガースン           |
| 4     | ボブ・ホープ           | ミッキー・ルーニー     | ビング・クロスビー     | ベティ・グレイブル     | ベティ・グレイブル         |
| 5     | スペンサー・トレイシー | ボブ・ホープ           | ゲーリー・クーパー     | スペンサー・トレイシー | スペンサー・トレイシー     |
| 6     | ジーン・オートリー     | ジェームズ・キャグニー | グリア・ガースン       | グリア・ガースン       | ハンフリー・ボガート       |
| 7     | ゲーリー・クーパー     | ジーン・オートリー     | ハンフリー・ボガート   | ハンフリー・ボガート   | ゲーリー・クーパー         |
| 8     | ベティ・デイヴィス     | ベティ・グレイブル     | ジェームズ・キャグニー | アボットとコステロ     | ボブ・ホープ               |
| 9     | ジェームズ・キャグニー | グリア・ガースン       | ミッキー・ルーニー     | ケーリー・グラント     | ジュディ・ガーランド       |
| 10    | ジュディ・ガーランド   | スペンサー・トレイシー | クラーク・ゲーブル     | ベティ・デイヴィス     | マーガレット・オブライエン |

| Place | 1946                       | 1947                     | 1948                     | 1949                   | 1950                     |
| ----- | -------------------------- | ------------------------ | ------------------------ | ---------------------- | ------------------------ |
| 1     | ビング・クロスビー         | ビング・クロスビー       | ビング・クロスビー       | ボブ・ホープ           | ジョン・ウェイン         |
| 2     | イングリッド・バーグマン   | ベティ・グレイブル       | ベティ・グレイブル       | ビング・クロスビー     | ボブ・ホープ             |
| 3     | ヴァン・ジョンソン         | イングリッド・バーグマン | アボットとコステロ       | アボットとコステロ     | ビング・クロスビー       |
| 4     | ゲーリー・クーパー         | ゲーリー・クーパー       | ゲーリー・クーパー       | ジョン・ウェイン       | ベティ・グレイブル       |
| 5     | ボブ・ホープ               | ハンフリー・ボガート     | ボブ・ホープ             | ゲーリー・クーパー     | ジェームズ・スチュアート |
| 6     | ハンフリー・ボガート       | ボブ・ホープ             | ハンフリー・ボガート     | ケーリー・グラント     | アボットとコステロ       |
| 7     | グリア・ガースン           | クラーク・ゲーブル       | クラーク・ゲーブル       | ベティ・グレイブル     | クリフトン・ウェッブ     |
| 8     | マーガレット・オブライエン | グレゴリー・ペック       | ケーリー・グラント       | エスター・ウィリアムズ | エスター・ウィリアムズ   |
| 9     | ベティ・グレイブル         | クローデット・コルベール | スペンサー・トレイシー   | ハンフリー・ボガート   | スペンサー・トレイシー   |
| 10    | ロイ・ロジャース           | アラン・ラッド           | イングリッド・バーグマン | クラーク・ゲーブル     | ランドルフ・スコット     |

| Place | 1951                   | 1952                     | 1953                     | 1954                     | 1955                     |
| ----- | ---------------------- | ------------------------ | ------------------------ | ------------------------ | ------------------------ |
| 1     | ジョン・ウェイン       | 底抜けコンビ             | ゲーリー・クーパー       | ジョン・ウェイン         | ジェームズ・スチュアート |
| 2     | 底抜けコンビ           | ゲーリー・クーパー       | 底抜けコンビ             | 底抜けコンビ             | グレース・ケリー         |
| 3     | ベティ・グレイブル     | ジョン・ウェイン         | ジョン・ウェイン         | ゲーリー・クーパー       | ジョン・ウェイン         |
| 4     | アボットとコステロ     | ビング・クロスビー       | アラン・ラッド           | ジェームズ・スチュアート | ウィリアム・ホールデン   |
| 5     | ビング・クロスビー     | ボブ・ホープ             | ビング・クロスビー       | マリリン・モンロー       | ゲーリー・クーパー       |
| 6     | ボブ・ホープ           | ジェームズ・スチュアート | マリリン・モンロー       | アラン・ラッド           | マーロン・ブランド       |
| 7     | ランドルフ・スコット   | ドリス・デイ             | ジェームズ・スチュアート | ウィリアム・ホールデン   | 底抜けコンビ             |
| 8     | ゲーリー・クーパー     | グレゴリー・ペック       | ボブ・ホープ             | ビング・クロスビー       | ハンフリー・ボガート     |
| 9     | ドリス・デイ           | スーザン・ヘイワード     | スーザン・ヘイワード     | ジェーン・ワイマン       | ジューン・アリソン       |
| 10    | スペンサー・トレイシー | ランドルフ・スコット     | ランドルフ・スコット     | マーロン・ブランド       | クラーク・ゲーブル       |

| Place | 1956                     | 1957                     | 1958                     | 1959                     | 1960                 |
| ----- | ------------------------ | ------------------------ | ------------------------ | ------------------------ | -------------------- |
| 1     | ウィリアム・ホールデン   | ロック・ハドソン         | グレン・フォード         | ロック・ハドソン         | ドリス・デイ         |
| 2     | ジョン・ウェイン         | ジョン・ウェイン         | エリザベス・テイラー     | ケーリー・グラント       | ロック・ハドソン     |
| 3     | ジェームズ・スチュアート | パット・ブーン           | ジェリー・ルイス         | ジェームズ・スチュアート | ケーリー・グラント   |
| 4     | バート・ランカスター     | エルヴィス・プレスリー   | マーロン・ブランド       | ドリス・デイ             | エリザベス・テイラー |
| 5     | グレン・フォード         | フランク・シナトラ       | ロック・ハドソン         | デビー・レイノルズ       | デビー・レイノルズ   |
| 6     | 底抜けコンビ             | ゲーリー・クーパー       | ウィリアム・ホールデン   | グレン・フォード         | トニー・カーティス   |
| 7     | ゲーリー・クーパー       | ウィリアム・ホールデン   | ブリジット・バルドー     | フランク・シナトラ       | サンドラ・ディー     |
| 8     | マリリン・モンロー       | ジェームズ・スチュアート | ユル・ブリンナー         | ジョン・ウェイン         | フランク・シナトラ   |
| 9     | キム・ノヴァク           | ジェリー・ルイス         | ジェームズ・スチュアート | ジェリー・ルイス         | ジャック・レモン     |
| 10    | フランク・シナトラ       | ユル・ブリンナー         | フランク・シナトラ       | スーザン・ヘイワード     | ジョン・ウェイン     |

| Place | 1961                   | 1962                   | 1963                   | 1964                   | 1965                     |
| ----- | ---------------------- | ---------------------- | ---------------------- | ---------------------- | ------------------------ |
| 1     | エリザベス・テイラー   | ドリス・デイ           | ドリス・デイ           | ドリス・デイ           | ショーン・コネリー       |
| 2     | ロック・ハドソン       | ロック・ハドソン       | ジョン・ウェイン       | ジャック・レモン       | ジョン・ウェイン         |
| 3     | ドリス・デイ           | ケーリー・グラント     | ロック・ハドソン       | ロック・ハドソン       | ドリス・デイ             |
| 4     | ジョン・ウェイン       | ジョン・ウェイン       | ジャック・レモン       | ジョン・ウェイン       | ジュリー・アンドリュース |
| 5     | ケーリー・グラント     | エルヴィス・プレスリー | ケーリー・グラント     | ケーリー・グラント     | ジャック・レモン         |
| 6     | サンドラ・ディー       | エリザベス・テイラー   | エリザベス・テイラー   | エルヴィス・プレスリー | エルヴィス・プレスリー   |
| 7     | ジェリー・ルイス       | ジェリー・ルイス       | エルヴィス・プレスリー | シャーリー・マクレーン | ケーリー・グラント       |
| 8     | ウィリアム・ホールデン | フランク・シナトラ     | サンドラ・ディー       | アン＝マーグレット     | ジェームズ・スチュアート |
| 9     | トニー・カーティス     | サンドラ・ディー       | ポール・ニューマン     | ポール・ニューマン     | エリザベス・テイラー     |
| 10    | エルヴィス・プレスリー | バート・ランカスター   | ジェリー・ルイス       | リチャード・バートン   | リチャード・バートン     |

| Place | 1966                     | 1967                     | 1968                     | 1969                     | 1970                     |
| ----- | ------------------------ | ------------------------ | ------------------------ | ------------------------ | ------------------------ |
| 1     | ジュリー・アンドリュース | ジュリー・アンドリュース | シドニー・ポワチエ       | ポール・ニューマン       | ポール・ニューマン       |
| 2     | ショーン・コネリー       | リー・マーヴィン         | ポール・ニューマン       | ジョン・ウェイン         | クリント・イーストウッド |
| 3     | エリザベス・テイラー     | ポール・ニューマン       | ジュリー・アンドリュース | スティーブ・マックイーン | スティーブ・マックイーン |
| 4     | ジャック・レモン         | ディーン・マーティン     | ジョン・ウェイン         | ダスティン・ホフマン     | ジョン・ウェイン         |
| 5     | リチャード・バートン     | ショーン・コネリー       | クリント・イーストウッド | クリント・イーストウッド | エリオット・グールド     |
| 6     | ケーリー・グラント       | エリザベス・テイラー     | ディーン・マーティン     | シドニー・ポワチエ       | ダスティン・ホフマン     |
| 7     | ジョン・ウェイン         | シドニー・ポワチエ       | スティーブ・マックイーン | リー・マーヴィン         | リー・マーヴィン         |
| 8     | ドリス・デイ             | ジョン・ウェイン         | ジャック・レモン         | ジャック・レモン         | ジャック・レモン         |
| 9     | ポール・ニューマン       | リチャード・バートン     | リー・マーヴィン         | キャサリン・ヘップバーン | バーブラ・ストライサンド |
| 10    | エルヴィス・プレスリー   | スティーブ・マックイーン | エリザベス・テイラー     | バーブラ・ストライサンド | ウォルター・マッソー     |

| Place | 1971                     | 1972                     | 1973                     | 1974                     | 1975                     |
| ----- | ------------------------ | ------------------------ | ------------------------ | ------------------------ | ------------------------ |
| 1     | ジョン・ウェイン         | クリント・イーストウッド | クリント・イーストウッド | ロバート・レッドフォード | ロバート・レッドフォード |
| 2     | クリント・イーストウッド | ジョージ・C・スコット    | ライアン・オニール       | クリント・イーストウッド | バーブラ・ストライサンド |
| 3     | ポール・ニューマン       | ジーン・ハックマン       | スティーブ・マックイーン | ポール・ニューマン       | アル・パチーノ           |
| 4     | スティーブ・マックイーン | ジョン・ウェイン         | バート・レイノルズ       | バーブラ・ストライサンド | チャールズ・ブロンソン   |
| 5     | ジョージ・C・スコット    | バーブラ・ストライサンド | ロバート・レッドフォード | スティーブ・マックイーン | ポール・ニューマン       |
| 6     | ダスティン・ホフマン     | マーロン・ブランド       | バーブラ・ストライサンド | バート・レイノルズ       | クリント・イーストウッド |
| 7     | ウォルター・マッソー     | ポール・ニューマン       | ポール・ニューマン       | チャールズ・ブロンソン   | バート・レイノルズ       |
| 8     | アリ・マッグロー         | スティーブ・マックイーン | チャールズ・ブロンソン   | ジャック・ニコルソン     | ウディ・アレン           |
| 9     | ショーン・コネリー       | ダスティン・ホフマン     | ジョン・ウェイン         | アル・パチーノ           | スティーブ・マックイーン |
| 10    | リー・マーヴィン         | ゴールディ・ホーン       | マーロン・ブランド       | ジョン・ウェイン         | ジーン・ハックマン       |

| Place | 1976                     | 1977                       | 1978                     | 1979                       | 1980                     |
| ----- | ------------------------ | -------------------------- | ------------------------ | -------------------------- | ------------------------ |
| 1     | ロバート・レッドフォード | シルヴェスター・スタローン | バート・レイノルズ       | バート・レイノルズ         | バート・レイノルズ       |
| 2     | ジャック・ニコルソン     | バーブラ・ストライサンド   | ジョン・トラボルタ       | クリント・イーストウッド   | ロバート・レッドフォード |
| 3     | ダスティン・ホフマン     | クリント・イーストウッド   | リチャード・ドレイファス | ジェーン・フォンダ         | クリント・イーストウッド |
| 4     | クリント・イーストウッド | バート・レイノルズ         | ウォーレン・ベイティ     | ウディ・アレン             | ジェーン・フォンダ       |
| 5     | メル・ブルックス         | ロバート・レッドフォード   | クリント・イーストウッド | バーブラ・ストライサンド   | ダスティン・ホフマン     |
| 6     | バート・レイノルズ       | ウディ・アレン             | ウディ・アレン           | シルヴェスター・スタローン | ジョン・トラボルタ       |
| 7     | アル・パチーノ           | メル・ブルックス           | ダイアン・キートン       | ジョン・トラボルタ         | サリー・フィールド       |
| 8     | テータム・オニール       | アル・パチーノ             | ジェーン・フォンダ       | ジル・クレイバーグ         | シシー・スペイセク       |
| 9     | ウディ・アレン           | ダイアン・キートン         | ピーター・セラーズ       | ロジャー・ムーア           | バーブラ・ストライサンド |
| 10    | チャールズ・ブロンソン   | ロバート・デ・ニーロ       | バーブラ・ストライサンド | メル・ブルックス           | スティーブ・マックイーン |

| Place | 1981                     | 1982                       | 1983                       | 1984                     | 1985                             |
| ----- | ------------------------ | -------------------------- | -------------------------- | ------------------------ | -------------------------------- |
| 1     | バート・レイノルズ       | バート・レイノルズ         | クリント・イーストウッド   | クリント・イーストウッド | シルヴェスター・スタローン       |
| 2     | クリント・イーストウッド | クリント・イーストウッド   | エディ・マーフィ           | ビル・マーレイ           | エディ・マーフィ                 |
| 3     | ダドリー・ムーア         | シルヴェスター・スタローン | シルヴェスター・スタローン | ハリソン・フォード       | クリント・イーストウッド         |
| 4     | ドリー・パートン         | ダドリー・ムーア           | バート・レイノルズ         | エディ・マーフィ         | マイケル・J・フォックス          |
| 5     | ジェーン・フォンダ       | リチャード・プライヤー     | ジョン・トラボルタ         | サリー・フィールド       | チェビー・チェイス               |
| 6     | ハリソン・フォード       | ドリー・パートン           | ダスティン・ホフマン       | バート・レイノルズ       | アーノルド・シュワルツェネッガー |
| 7     | アラン・アルダ           | ジェーン・フォンダ         | ハリソン・フォード         | ロバート・レッドフォード | チャック・ノリス                 |
| 8     | ボー・デレク             | リチャード・ギア           | リチャード・ギア           | プリンス                 | ハリソン・フォード               |
| 9     | ゴールディ・ホーン       | ポール・ニューマン         | チェビー・チェイス         | ダン・エイクロイド       | マイケル・ダグラス               |
| 10    | ビル・マーレイ           | ハリソン・フォード         | トム・クルーズ             | メリル・ストリープ       | メリル・ストリープ               |

| Place | 1986                           | 1987                             | 1988                             | 1989                   | 1990                             |
| ----- | ------------------------------ | -------------------------------- | -------------------------------- | ---------------------- | -------------------------------- |
| 1     | トム・クルーズ                 | エディ・マーフィ                 | トム・クルーズ                   | ジャック・ニコルソン   | アーノルド・シュワルツェネッガー |
| 2     | エディ・マーフィ               | マイケル・ダグラス               | エディ・マーフィ                 | トム・クルーズ         | ジュリア・ロバーツ               |
| 3     | ポール・ホーガン               | マイケル・J・フォックス          | トム・ハンクス                   | ロビン・ウィリアムズ   | ブルース・ウィリス               |
| 4     | ロドニー・デンジャーフィールド | アーノルド・シュワルツェネッガー | アーノルド・シュワルツェネッガー | マイケル・ダグラス     | トム・クルーズ                   |
| 5     | ベット・ミドラー               | ポール・ホーガン                 | ポール・ホーガン                 | トム・ハンクス         | メル・ギブソン                   |
| 6     | シルヴェスター・スタローン     |                                  |                                  |                        |                                  |
| 7     | クリント・イーストウッド       | グレン・クローズ                 | ベット・ミドラー                 | エディ・マーフィ       | パトリック・スウェイジ           |
| 8     | ウーピー・ゴールドバーグ       | シルヴェスター・スタローン       | ロビン・ウィリアムズ             | メル・ギブソン         | ショーン・コネリー               |
| 9     | キャスリーン・ターナー         | シェール                         | トム・セレック                   | ショーン・コネリー     | ハリソン・フォード               |
| 10    | ポール・ニューマン             | メル・ギブソン                   | ダスティン・ホフマン             | キャスリーン・ターナー | リチャード・ギア                 |

| Place | 1991                             | 1992                     | 1993                       | 1994                             | 1995                                        |
| ----- | -------------------------------- | ------------------------ | -------------------------- | -------------------------------- | ------------------------------------------- |
| 1     | ケヴィン・コスナー               | トム・クルーズ           | クリント・イーストウッド   | トム・ハンクス                   | トム・ハンクス                              |
| 2     | アーノルド・シュワルツェネッガー | メル・ギブソン           | トム・クルーズ             | ジム・キャリー                   | ジム・キャリー                              |
| 3     | ロビン・ウィリアムズ             | ケヴィン・コスナー       | ロビン・ウィリアムズ       | アーノルド・シュワルツェネッガー | ブラッド・ピット                            |
| 4     | ジュリア・ロバーツ               | ジャック・ニコルソン     | ケヴィン・コスナー         | トム・クルーズ                   | ハリソン・フォード                          |
| 5     | マコーレー・カルキン             | マコーレー・カルキン     | ハリソン・フォード         | ハリソン・フォード               | ロビン・ウィリアムズ                        |
| 6     | ジョディ・フォスター             | ウーピー・ゴールドバーグ | ジュリア・ロバーツ         | ティム・アレン                   | サンドラ・ブロック                          |
| 7     | ビリー・クリスタル               | マイケル・ダグラス       | トム・ハンクス             | メル・ギブソン                   | メル・ギブソン                              |
| 8     | ダスティン・ホフマン             | クリント・イーストウッド | メル・ギブソン             | ジョディ・フォスター             | デミ・ムーア                                |
| 9     | ロバート・デ・ニーロ             | スティーヴン・セガール   | ウーピー・ゴールドバーグ   | マイケル・ダグラス               | ジョン・トラボルタ                          |
| 10    | メル・ギブソン                   | ロビン・ウィリアムズ     | シルヴェスター・スタローン | トミー・リー・ジョーンズ         | ケヴィン・コスナー マイケル・ダグラス (tie) |

| Place | 1996                             | 1997                     | 1998                     | 1999               | 2000                   |
| ----- | -------------------------------- | ------------------------ | ------------------------ | ------------------ | ---------------------- |
| 1     | トム・クルーズ                   | ハリソン・フォード       | トム・ハンクス           | ジュリア・ロバーツ | トム・クルーズ         |
| 1     | メル・ギブソン                   | ジュリア・ロバーツ       | ジム・キャリー           | トム・ハンクス     | ジュリア・ロバーツ     |
| 3     | ジョン・トラボルタ               | レオナルド・ディカプリオ | レオナルド・ディカプリオ | アダム・サンドラー | ジョージ・クルーニー   |
| 4     | アーノルド・シュワルツェネッガー | ウィル・スミス           | ロビン・ウィリアムズ     | ブルース・ウィリス | エディ・マーフィ       |
| 5     | サンドラ・ブロック               | トム・クルーズ           | メグ・ライアン           | マイク・マイヤーズ | ラッセル・クロウ       |
| 6     | ロビン・ウィリアムズ             | ジャック・ニコルソン     | メル・ギブソン           | トム・クルーズ     | メル・ギブソン         |
| 7     | ショーン・コネリー               | ジム・キャリー           | アダム・サンドラー       | ウィル・スミス     | マーティン・ローレンス |
| 8     | ハリソン・フォード               | ジョン・トラボルタ       | エディ・マーフィ         | メル・ギブソン     | トム・ハンクス         |
| 9     | ケヴィン・コスナー               | ロビン・ウィリアムズ     | キャメロン・ディアス     | メグ・ライアン     | ジム・キャリー         |
| 10    | ミシェル・ファイファー           | トミー・リー・ジョーンズ | ジュリア・ロバーツ       | サンドラ・ブロック | ハリソン・フォード     |

| Place | 2001                 | 2002                         | 2003                 | 2004                     | 2005                     |
| ----- | -------------------- | ---------------------------- | -------------------- | ------------------------ | ------------------------ |
| 1     | トム・クルーズ       | トム・ハンクス               | ジム・キャリー       | トム・ハンクス           | トム・クルーズ           |
| 2     | ジョージ・クルーニー | トム・クルーズ               | ニコール・キッドマン | トム・クルーズ           | ジョニー・デップ         |
| 3     | ジュリア・ロバーツ   | マイク・マイヤーズ           | ジャック・ニコルソン | レオナルド・ディカプリオ | アンジェリーナ・ジョリー |
| 4     | ラッセル・クロウ     | リース・ウィザースプーン     | トム・クルーズ       | ニコラス・ケイジ         | ブラット・ピット         |
| 5     | ニコール・キッドマン | レオナルド・ディカプリオ     | ジュリア・ロバーツ   | ジム・キャリー           | ヴィンス・ヴォーン       |
| 6     | デンゼル・ワシントン | ニコール・キッドマン         | ジョニー・デップ     | デンゼル・ワシントン     | ジョージ・クルーニー     |
| 7     | ウィル・スミス       | キャサリン・ゼタ＝ジョーンズ | ラッセル・クロウ     | ジュリア・ロバーツ       | ウィル・スミス           |
| 8     | ブラット・ピット     | デンゼル・ワシントン         | トム・ハンクス       | ウィル・スミス           | リース・ウィザースプーン |
| 9     | ベン・アフレック     | メル・ギブソン               | ウィル・フェレル     | ブラット・ピット         | アダム・サンドラー       |
| 10    | ジャッキー・チェン   | ヴィン・ディーゼル           | レネー・ゼルウィガー | アダム・サンドラー       | トム・ハンクス           |

| Place | 2006                     | 2007                 | 2008                        | 2009                   | 2010                     |
| ----- | ------------------------ | -------------------- | --------------------------- | ---------------------- | ------------------------ |
| 1     | ジョニー・デップ         | ジョニー・デップ     | ウィル・スミス              | サンドラ・ブロック     | ジョニー・デップ         |
| 2     | レオナルド・ディカプリオ | ウィル・スミス       | ロバート・ダウニー・Jr      | ジョニー・デップ       | アンジェリーナ・ジョリー |
| 3     | ウィル・スミス           | ジョージ・クルーニー | クリスチャン・ベール        | マット・デイモン       | ロバート・ダウニー・Jr   |
| 4     | デンゼル・ワシントン     | マット・デイモン     | シャイア・ラブーフ          | ジョージ・クルーニー   | マット・デイモン         |
| 5     | トム・ハンクス           | デンゼル・ワシントン | ハリソン・フォード          | ロバート・ダウニー・Jr | スティーヴ・カレル       |
| 6     | ジョージ・クルーニー     | ラッセル・クロウ     | アダム・サンドラー          | トム・ハンクス         | トム・ハンクス           |
| 7     | ウィル・フェレル         | トム・クルーズ       | リース・ウィザースプーン    | メリル・ストリープ     | デンゼル・ワシントン     |
| 8     | トム・クルーズ           | ニコラス・ケイジ     | ジョージ・クルーニー        | ブラット・ピット       | レオナルド・ディカプリオ |
| 9     | ダコタ・ファニング       | ウィル・フェレル     | アンジェリーナ・ジョリー\|- | シャイア・ラブーフ     | ジョージ・クルーニー     |
| 10    | サシャ・バロン・コーエン | トム・ハンクス       | ダニエル・クレイグ          | デンゼル・ワシントン   | アン・ハサウェイ         |

| Place | 2011                     | 2012                     | 2013                     |
| ----- | ------------------------ | ------------------------ | ------------------------ |
| 1     | ブラット・ピット         | デンゼル・ワシントン     | ジェニファー・ローレンス |
| 2     | ジョージ・クルーニー     | アン・ハサウェイ         | サンドラ・ブロック       |
| 3     | ジョニー・デップ         | ヒュー・ジャックマン     | ブラッドリー・クーパー   |
| 4     | レオナルド・ディカプリオ | マーク・ウォールバーグ   | トム・ハンクス           |
| 5     | マット・デイモン         | ジョニー・デップ         | デンゼル・ワシントン     |
| 6     | サンドラ・ブロック       | ダニエル・クレイグ       | レオナルド・ディカプリオ |
| 7     | ブラッドリー・クーパー   | ダニエル・デイ＝ルイス   | ロバート・ダウニー・Jr   |
| 8     | ロバート・ダウニー・Jr   | ブラット・ピット         | ヒュー・ジャックマン     |
| 9     | メリル・ストリープ       | レオナルド・ディカプリオ | ブラット・ピット         |
| 10    | ベン・スティラー         | ロバート・ダウニー・Jr   | メリッサ・マッカーシー   |